# Corgatha minuta
Corgatha minuta là một loài bướm đêm trong họ Erebidae.